# Улица Валгума (Рига)
Улица Ва́лгума (латыш. Valguma iela) — улица в Курземском районе и Земгальском предместье города Риги, на Кливерсале. Начинается в историческом районе Торнякалнс, от улицы Акменю. Пересекает бульвар Узварас и далее продолжается по району Агенскалнс: проходит сквозь арку жилого дома, пересекается с улицей Кливеру и заканчивается перекрёстком с улицей Триядибас. Общая длина улицы Валгума составляет 585 метров.

## История
В городских адресных книгах улица впервые упоминается в 1868 году под названием 3-я Амбарная улица (нем. 3. Ambarenstrasse, латыш. 3. Spīķeru iela), однако она показана (без названия) уже на городском плане 1803 года. На плане Риги 1867 года и более поздних лет современная улица Валгума обозначена как Канавная или Большая Канавная (нем. Grabenstrasse, Grosse Grabenstrasse, латыш. Grāvju iela, Lielā Grāvju iela). В 1891 году на этой улице действовали три легальных борделя.
Современное название было присвоено в 1924 году. Некоторые источники указывают, что в конце 1960-х годов улице вернули название Гравью, но достоверность этих данных сложно проверить (смысл такого переименования, если оно состоялось, непонятен), а на плане 1980-х годов улица по-прежнему носит название Валгума.

## Транспорт
Участок от начала улицы до бульвара Узварас имеет три полосы движения и асфальтовое покрытие. На территории Агенскалнса улица становится заметно у́же и замощена тротуарной плиткой. От улицы Кливеру до бульвара Узварас с ноября 2018 года разрешено только одностороннее движение (в сторону бульвара), на остальных участках улицы — двустороннее.
Из общественного транспорта по улице Валгума (по её начальному участку, от ул. Акменю до бул. Узварас) проходят только отдельные рейсы троллейбусных маршрутов 9, 12 и 25, следующие во 2-й троллейбусный парк на улице Елгавас или из него. Для рейсов в направлении троллейбусного парка устроена остановка «Valguma iela». Также название «Valguma iela» до 1 ноября 2013 года носила трамвайная остановка «Nacionālā bibliotēka» на бульваре Узварас.

## Примечательные объекты
- Весь квартал по нечётной стороне улицы между улицей Акменю и бульваром Узварас занимает здание Латвийской Национальной библиотеки.
- На углу бульвара Узварас расположен музей истории Латвийской железной дороги.
- Дом № 31a (построен в 1900 году) — памятник архитектуры местного значения[11].

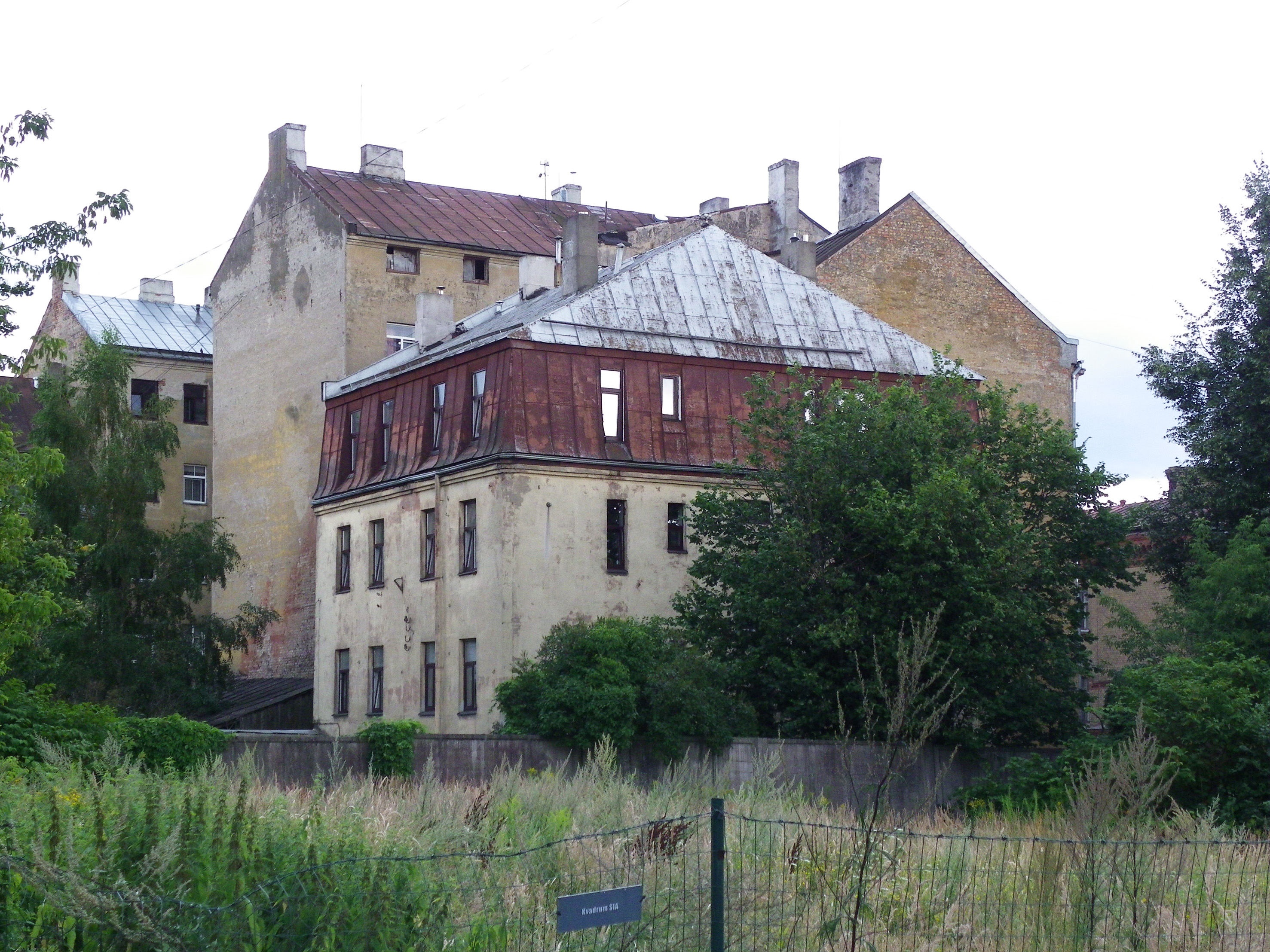
Дом № 2
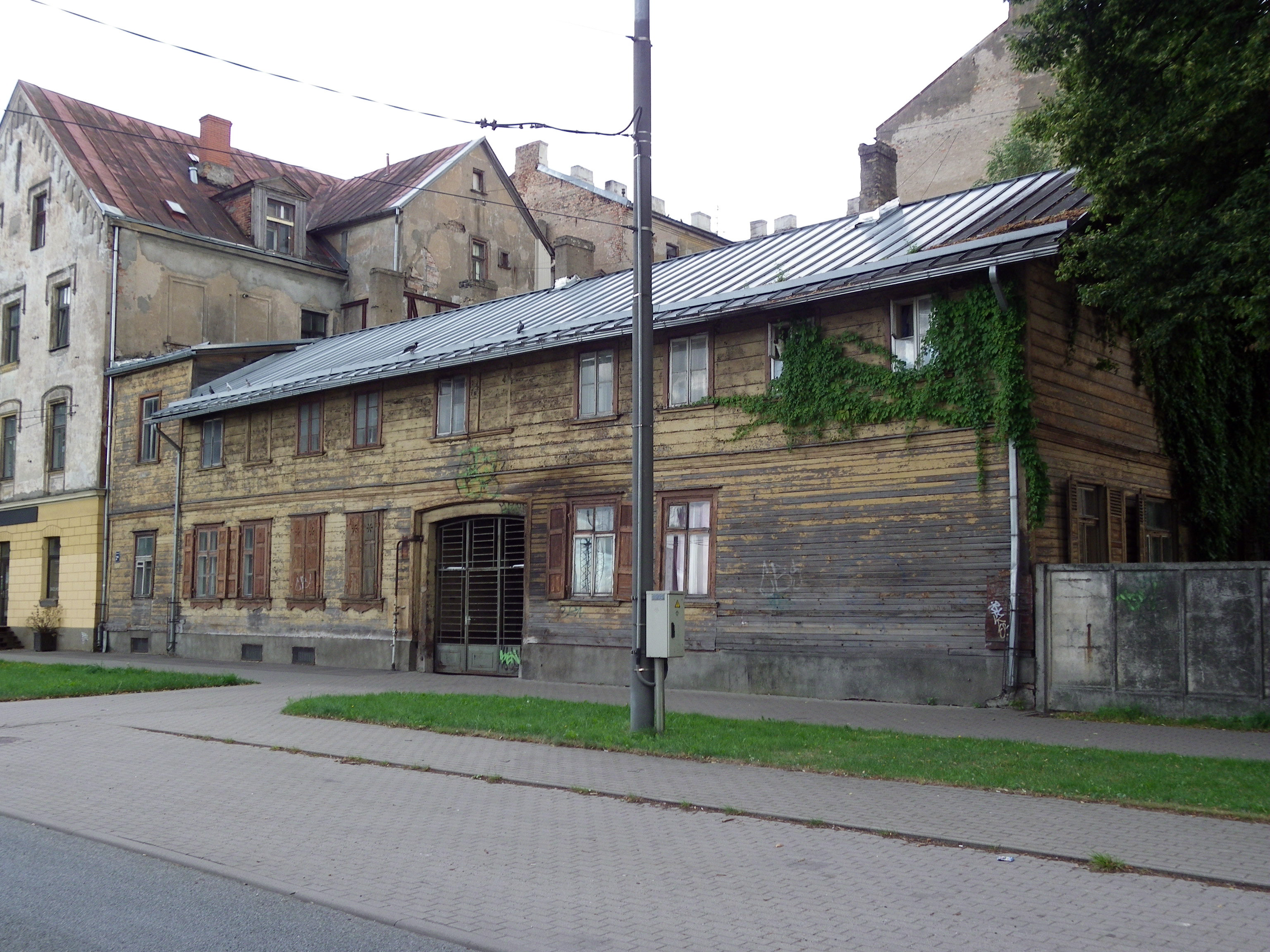
Дом № 2а
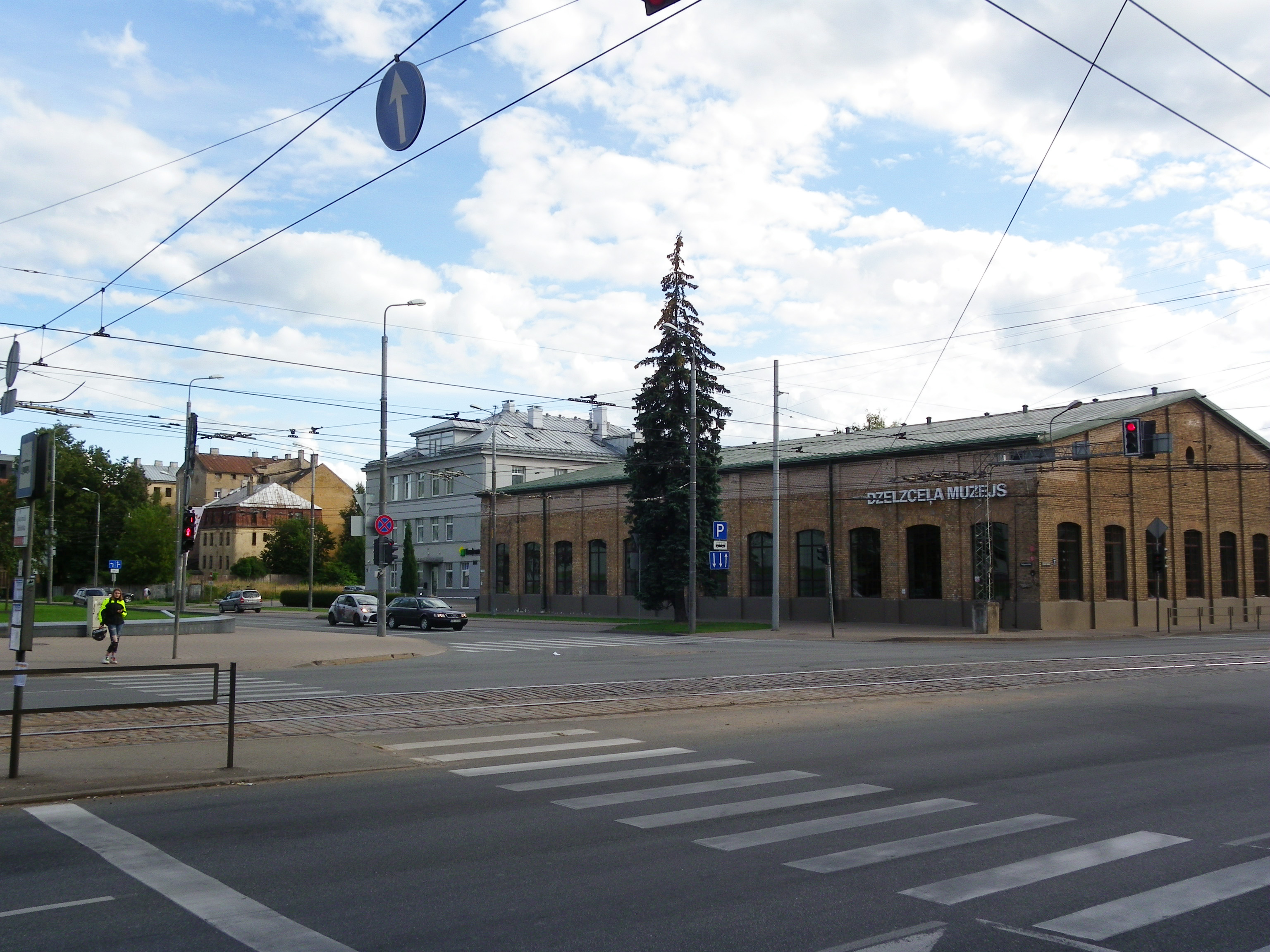
Вид от бульвара Узварас
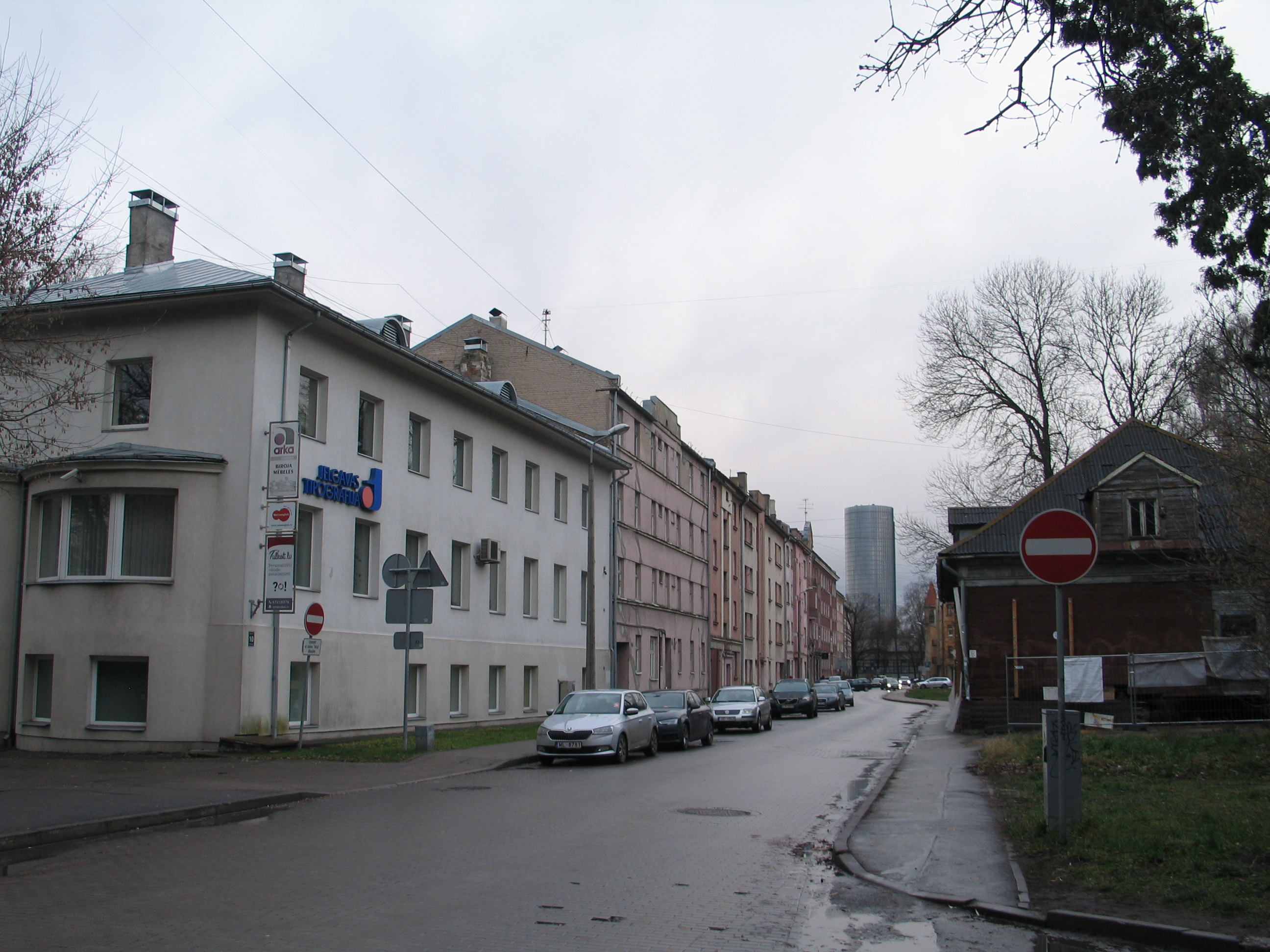
Вид улицы в Агенскалнсе
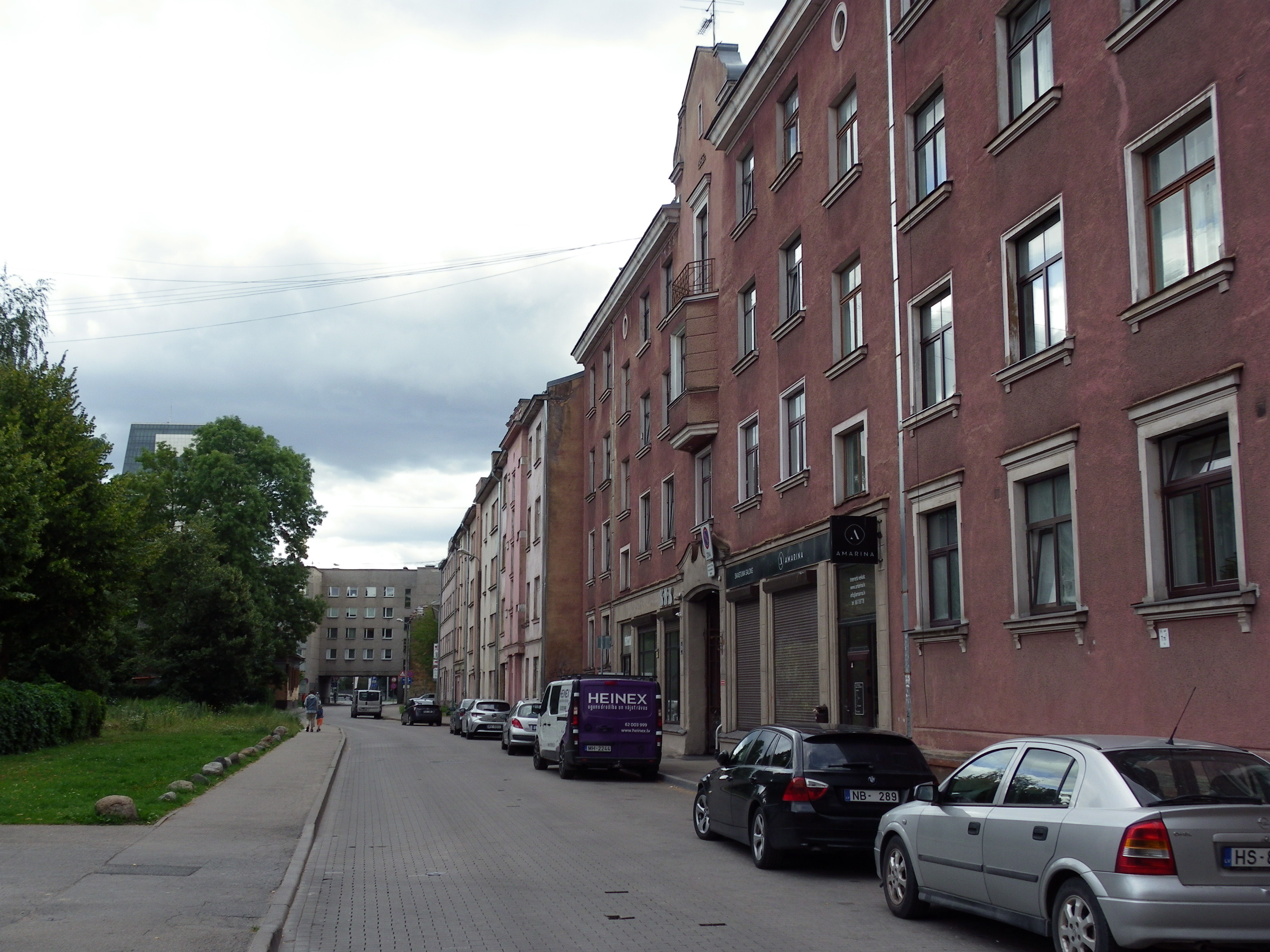
Вид улицы в Агенскалнсе
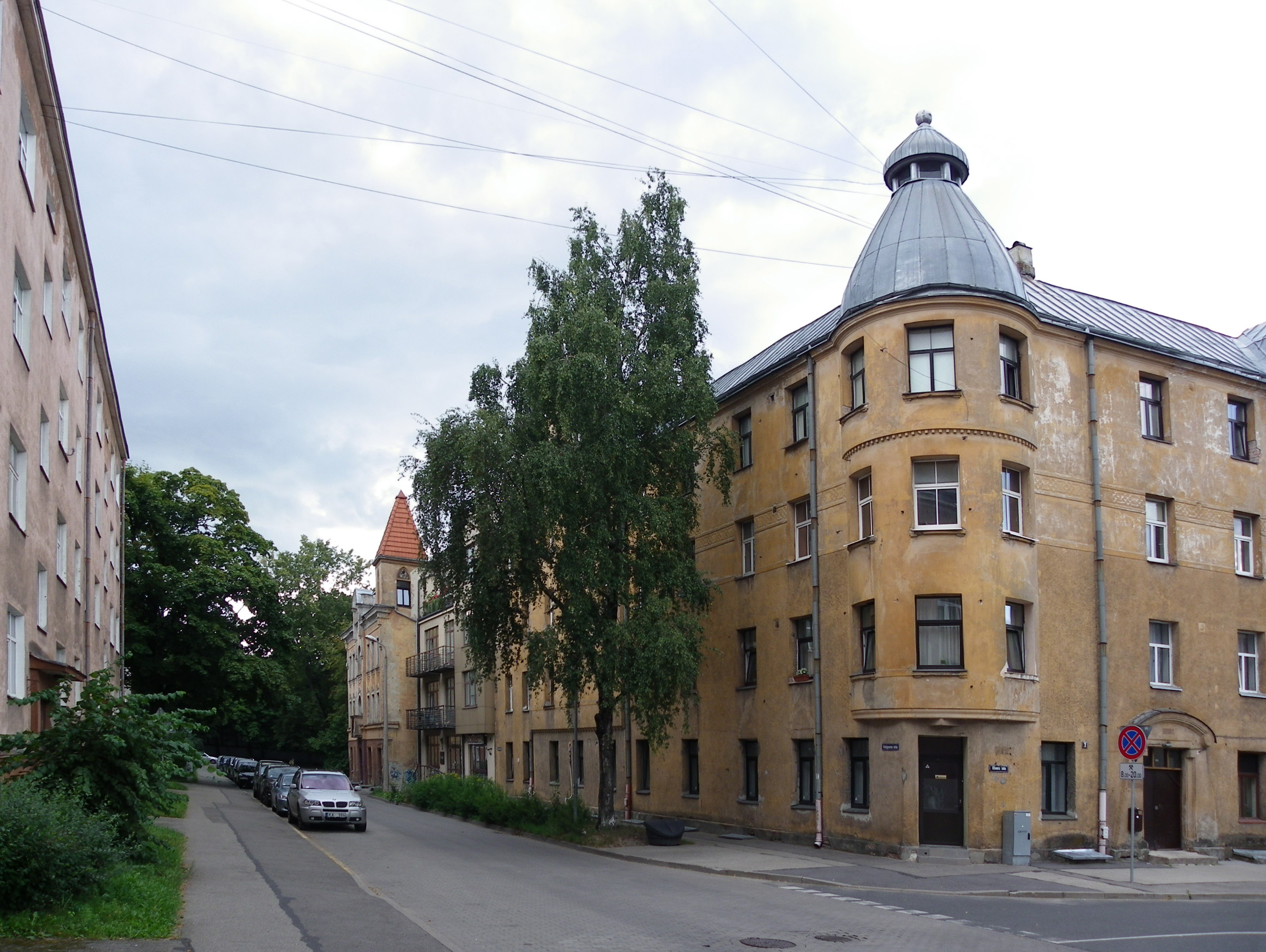
Вид от улицы Кливеру
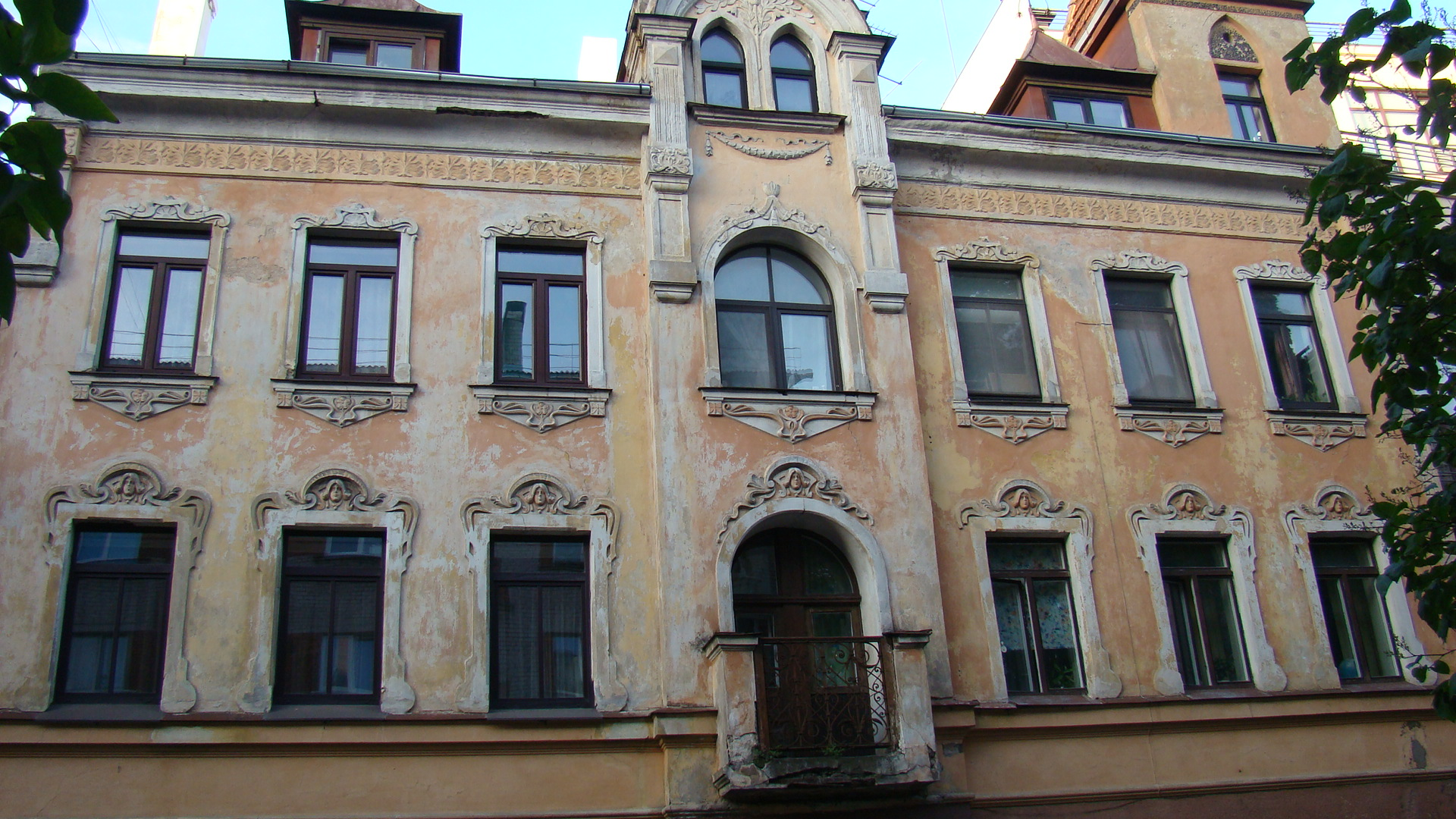
Дом № 31а
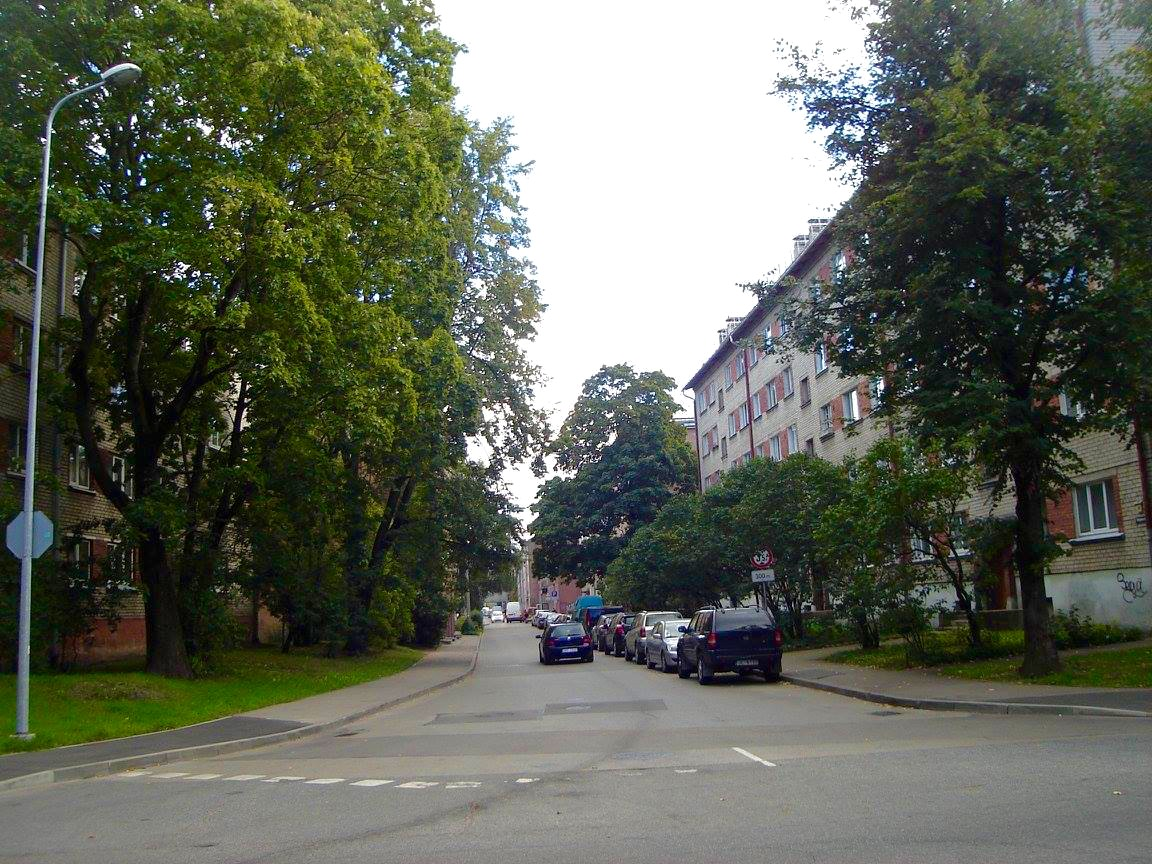
Вид от улицы Триядибас